# Servizio ferroviario suburbano di Baku
Il servizio ferroviario urbano di Baku (in azero Bakı şəhərətrafı dəmir yolu) è il servizio ferroviario suburbano che serve la città di Baku, capitale dell'Azerbaigian, e la sua area metropolitana.